# Иодид молибдена(III)
Иодид молибдена(III) — неорганическое соединение, 
соль металла молибдена и иодистоводородной кислоты
с формулой MoI3,
чёрные кристаллы.

## Получение
- Реакция иода гексакарбонил молибдена:

{\displaystyle {\mathsf {2Mo(CO)_{6}+3I_{2}\ {\xrightarrow {105^{o}C}}\ 2MoI_{3}+12CO}}}
- Пропускание через раствор хлорида молибдена(V) в сероуглероде газообразного иодоводорода:

{\displaystyle {\mathsf {MoCl_{5}+5HI\ {\xrightarrow {}}\ MoI_{3}+I_{2}+5HCl}}}

## Физические свойства
Иодид молибдена(III) образует чёрные кристаллы, устойчивы на воздухе.
Не растворяется в органических растворителях.
Является антиферромагнетиком.

## Химические свойства
- Разлагается при нагревании в вакууме:

{\displaystyle {\mathsf {2MoI_{3}\ {\xrightarrow {100^{o}C}}\ 2MoI_{2}+I_{2}}}}